# Ion Creangă

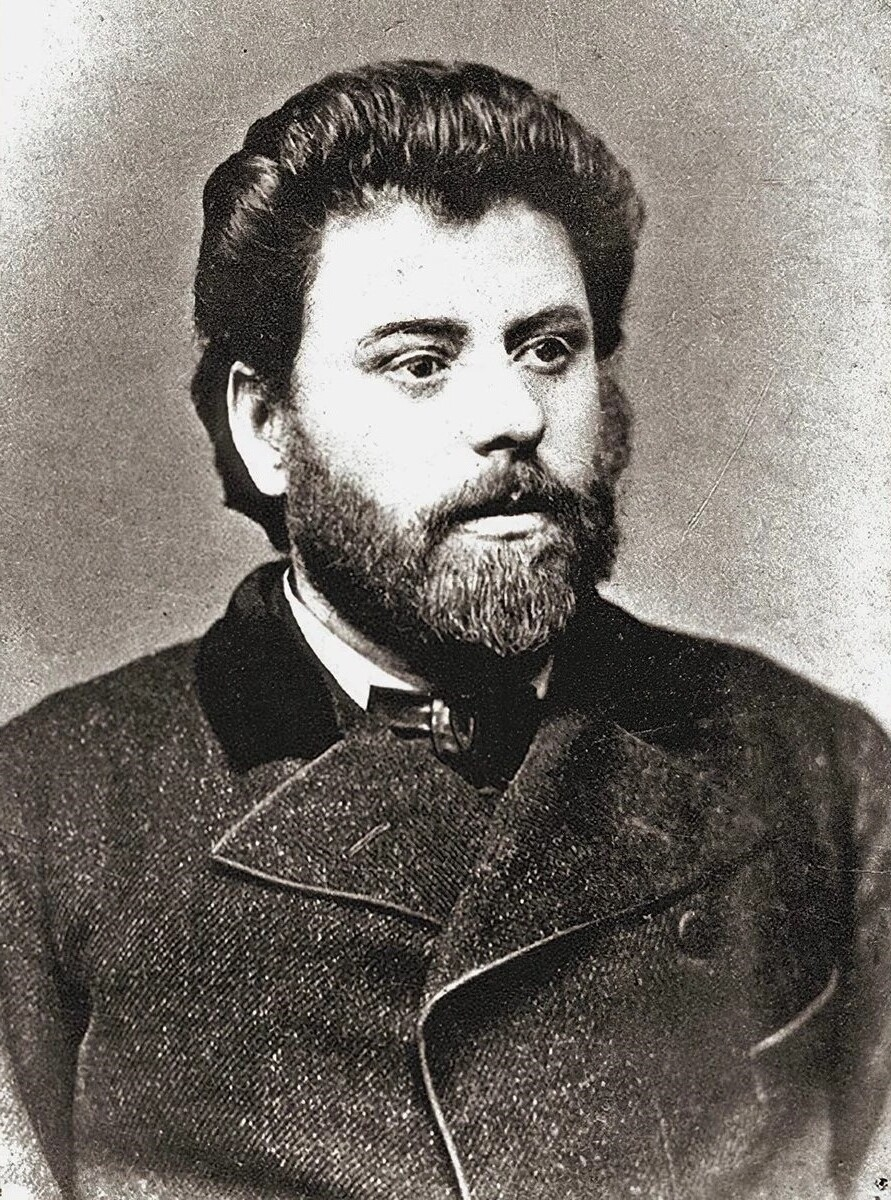
Ion Creangă

Ion Creangă (* 10. Juni 1839 in Humulești im Kreis Neamț, Fürstentum Moldau, heute Rumänien; † 31. Dezember 1889 in Iași) war ein volkstümlicher rumänischer Schriftsteller.

## Kindheit und Ausbildung
Creangă gab sein eigenes Geburtsdatum in Fragmente de biografie als 1. März 1837 an. In dem Geburtenregister seines Heimatortes Humulești ist jedoch der 10. Juni 1839 vermerkt. Creangă wurde als das erste von acht Kindern einer Bauernfamilie geboren. Seine Mutter wollte, dass er sich fürs Priesteramt ausbilden lässt. Dies ist traditionsgemäß eine prestigeträchtige Stelle innerhalb der Dorfgemeinschaft. Genaueres über seine Jugend kann seinen „Amintiri din copilărie“ (Kindheitserinnerungen) entnommen werden. Er begann seine Ausbildung in Humulești, danach studierte er kurzzeitig in Broșteni, bevor er nach Hause zurückkehrte und sich in der Schule im benachbarten Târgu Neamț einschrieb. Nach einem Jahr im Priesterseminar in Fălticeni verließ er dieses, um in Iași (in der rumänischen Moldau) seine Vorbereitungen für das Priesteramt an der Klosterschule von Socola fortzusetzen.

## Beruf
Creangă wurde Diakon, nachdem er sein Studium 1858 in Socola abgeschlossen hatte, und heiratete 1859 die 15-jährige Ileana Grigoriu, die Tochter eines Priesters aus Iași, der ihn als Kantor beschäftigte, mit dem er sich aber bald überwarf. 1860 begann er ein Theologiestudium an der neugegründeten Universität Iași. Nachdem die Fakultät dort geschlossen worden war, begann er 1864 eine Lehrerausbildung an der Vasile-Lupu-Schule. Diese wurde von dem bekannten Politiker und Literaturkritiker Titu Maiorescu geleitet, für dessen reformerische pädagogische Ideen er sich begeisterte. Creangă arbeitete als Hilfslehrer und arbeitete an Lehrbüchern mit, die dazu gedacht waren, Grundschüler das Lesen und Schreiben zu lehren.

## Kirchliche und politische Konflikte
Creangă hatte große Schwierigkeiten, sich dem städtischen Leben in Iași anzupassen. Er engagierte sich politisch auf Seiten der Nationalisten, fiel durch antisemitische Äußerungen auf und trat 1866 für die Wiederabspaltung des Fürstentums Moldau vom erst 1861 vereinigten Rumänien ein. Um 1867 verließ ihn seine Frau. Wegen „gottlosem Verhalten“ geriet er öfter in Konflikt mit seinen kirchlichen Vorgesetzten, wie zum Beispiel wegen des Besuchs des Theaters in Iași und dem angeblichen Abschießen von Krähen im Hof des Klosters Golia, wo er amtierte. Schließlich führten seine häufigen Kritiken an Kirchenbeamten und sein exzentrisches Verhalten – er trug seine Haare kurz geschnitten – sowohl zur Suspension als Diakon als auch 1872 als Lehrer. Um seinen Lebensunterhalt zu sichern, eröffnete er ein Tabakgeschäft. Darüber hinaus kaufte er sich ein bescheidenes Haus am Stadtrand von Iași, das er „bojdeuca“ nannte. Dort lebte er ein bäuerliches Leben, genau wie in seiner Kindheit in Humulești. 

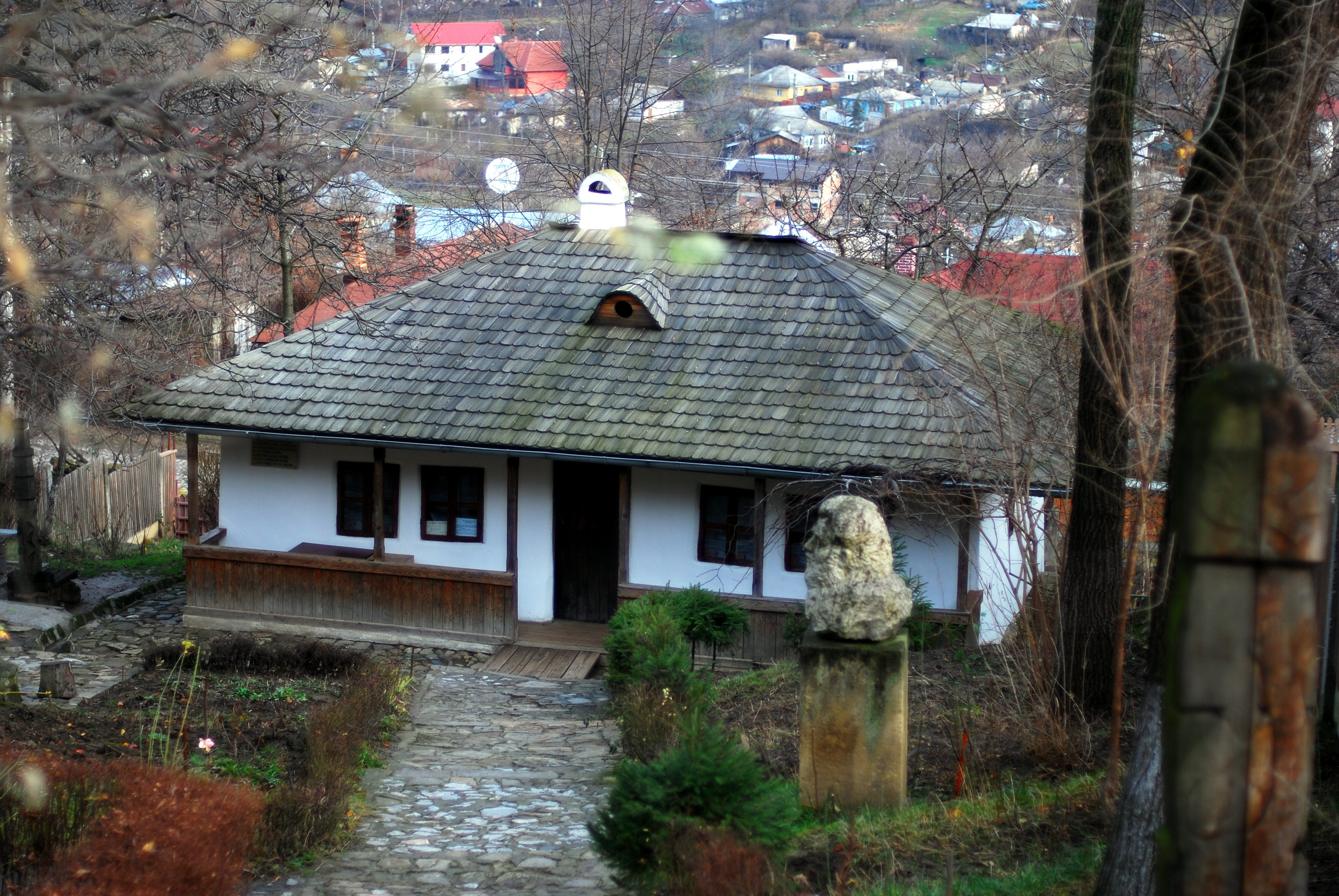
Creangăs Haus Bojdeuca in Iași

## Literarische Schaffensphase
Mit Hilfe von Titu Maiorescu wurde Creangă 1874 wieder eingesetzt. Im folgenden Jahr, während einer Inspektion der Schule, in der er unterrichtete, traf er den jungen Poeten Mihai Eminescu, der später als Schulinspektor arbeitete. Daraus entstand eine dauerhafte Freundschaft. Eminescu regte Creangă an, die Geschichten, die er häufig mündlich nacherzählte, aufzuschreiben und brachte ihn zum Literaturzirkel Junimea („Die schicke Jugend“). Orientierten sich die Intellektuellen nach der Gründung des rumänischen Staates zunächst an der französischen Kultur, wechselten schon bald ihre literarischen Sympathien. Junimea wurde zur führenden intellektuellen Kraft der deutschfreundlichen Intellektuelle wie Duiliu Zamfirescu und Ion Luca Caragiale, die sich an den Kulturszenen von Wien und Berlin orientierten. 
Der Hauptteil seiner Arbeiten schrieb Creangă zwischen 1875 und 1883. Danach bekam er zunehmende gesundheitliche Probleme, zog sich 1887 aus dem Lehrerberuf zurück und starb zwei Jahre später, am 31. Dezember 1889, an einem epileptischen Anfall.
Am 28. Oktober 1948 wurde er neben anderen berühmten rumänischen Literaten wie Ion Luca Caragiale, Mihai Eminescu und Alexandru Vlahuță post mortem als Ehrenmitglied in die Rumänische Akademie aufgenommen.

## Werk
Neben seinem lebendigen und humorvollen Meisterwerk „Amintiri din copilărie“ („Kindheitserinnerungen“) sind einige seiner bekanntesten Geschichten „Harab Alb“ (dt. zuerst 1910, unter dem Titel „Der weiße Mohr“ 1952, „Prinz Stutensohn“ 1954), „Moș Ion Roată și Unirea“, „Dănilă Prepeleac“, „Povestea porcului“, „Fata babei și fata moșului“ und „Ivan Turbincă“. Die Erzählungen sind originell und spontan, ohne literarische Vorbilder, und stehen im rustikalen Erzählton den Volksmärchen nahe. Vor allem die Dialoge sind im moldauischen Dialekt verfasst und geben Mentalität und Ausdrucksweise des Volkes getreu wieder. Creangăs Werk hatte eine starke Ausstrahlung auf die rumänische Prosa; viele seiner Redewendungen gingen in den allgemeinen Sprachgebrauch ein.
In den „Kindheitserinnerungen“ schildert Creangă, wie ihn seine energische und tatkräftige Mutter zum Eintritt in das Priesterseminar verhilft. „Capra cu trei iezi“ („Die Ziege mit den drei Zicklein“) entspricht dem weit verbreiteten Märchen von der Ziegenmutter und ihren Jungen, denen der Wolf nachstellt, ist aber viel drastischer als die Fassung der Brüder Grimm und endet nicht glücklich. „Harap Alb“, das Märchen vom jüngsten Königssohn, der eine Reihe von Mutproben bestehen muss, wobei ihm die Tiere und Fabelwesen helfen, zeichnet sich durch seine besondere Kunstfertigkeit sowie durch stoffliche und sprachliche Eigenart aus. Ein anderes Märchen, „Povestea lui Stan-Pățitul“, variiert die Thematik des Hans im Glück. In anderen Geschichten wie „Soacra cu trei nurori“ steht die realistische Schilderung des Dorflebens im Vordergrund.

### Geschichten und Märchen
- Capra cu trei iezi (1875) Die Geiß mit den drei Geißlein
- Dănilă Prepeleac (1876)
- Fata babei și fata moșneagului (1877) Die Tochter der Alten und die Tochter des Alten
- Făt Frumos, fiul iepei (1877) Prinz Stutensohn
- Povestea lui Harap-Alb (1877) Das Märchen vom Weißen Mohren
- Ivan Turbincă (1878) Iwan Torbinka
- Povestea lui Ionică cel prost (1877)
- Povestea lui Stan-Pățitul (1877) Die Geschichte vom erfahrenen Stan
- Povestea porcului (1876) Das Märchen vom Schwein
- Povestea poveștilor (1878)
- Povestea unui om leneș (1878)
- Punguța cu doi bani (1875) Das Säckel mit zwei Groschen
- Soacra cu trei nurori (1875) Die Schwiegermutter mit den drei Schwiegertöchtern

### Erzählungen
- Acul și barosul (1874)
- Cinci pâini (1883)
- Inul și cămeșa (1874)
- Ion Roată și Cuza-Vodă (1882)
- Moș Ion Roată și Unirea (1880)
- Păcală (1880)
- Prostia omenească (1874)
- Ursul păcălit de vulpe (1880)

### Novellen
- Moș Nichifor Coțcariul (1877)
- Popa Duhul (1879)

### Autobiographische Romane
- Amintiri din copilărie (1879)
- Fragment de autobiografie

### Briefe

#### Briefe an die Familie
- An Gheorghe Creangă
- An Zaheiul Creangă
- An Ecaterina Vartic
- An Elena Creangă-Chiței

#### Briefe an Freunde
- An Mihai Eminescu
- An Vasile Conta
- An Alexandru C. Cuza
- An Nicolae Gane
- An Mihail Kogălniceanu
- An Titu Maiorescu
- An Iacob Negruzzi
- An Ioan Slavici
- An Victor Zaharovschi